# 나카자키초역
나카자키초역(일본어: 中崎町駅, なかざきちょうえき)은 일본 오사카부 오사카시 기타구에 있는 오사카 시영 지하철의 철도역이다.

## 개요 및 역 구조
섬식 1면 2선의 승강장이 있는 지하역이다. 개찰구는 한 군데에만 있다.
지상에의 출입구는 4군데로, 덴진바시스지 6초메 방향으로 1, 2번 출입구가, 히가시우메다 방향으로 3, 4번 출입구가 있다.

### 승강장
| 1 | ■ 다니마치 선 | 히가시우메다 · 덴노지 · 야오미나미 방면 |
| 2 | ■ 다니마치 선 | 미야코지마 · 다이니치 방면              |

## 역세권 정보
- 오사카 기타데이신 병원
- 기타노 병원
- 오사카 나카자키 우편국
- 야마히사 본사

## 역사
- 1974년 5월 29일: 다니마치 선 영업 개시.

## 인접역
| ■ 오사카 메트로 다니마치선             | ■ 오사카 메트로 다니마치선  | ■ 오사카 메트로 다니마치선       |
| -------------------------------------- | --------------------------- | -------------------------------- |
| T18 덴진바시스지로쿠초메 다이니치 방면 | ■ 오사카 지하철 다니마치 선 | T20 히가시우메다 야오미나미 방면 |